# 신수송
신수송(1941년 10월 18일)은 대한민국의 언어학(독어학)자이다. 서울대학교 문리과 대학 독어독문과를 졸업하고, 미국 이리노이 대학교 독어독문과 대학원에서 수학하였으며, 독일 하이델베르크 대학교에서 석사학위와 Transformationelle Untersuchungen zur Wortbildung auf -er im heutigen Deutsch 라는 논문으로 박사학위를 취득하였다. 이화여자대학교 독어독문과에서 부교수를 거쳐, 서울대학교 인문대학 독어독문과 교수를 역임하였다. 2007년 정년 퇴직하였으며, 현재 서울대학교 명예교수이다.

## 생애
학력
```
1964.4 서울대학교 문리과 대학 독어독문과 졸업
1968.9~69.5: 미국 이리노이 대학교, 독어독문과 대학원 수학
1972.10: 독일 하이델베르크 대학교 석사학위
1974.12: 독일 하이델베르크 대학교 박사학위
```

경력
```
1968.9-1969.5: 미국 이리노이대학교 독일어 강사
1974.3-1974.7: 독일 하이델베르크 대학교 독어학 강사
1976.3-1980.8: 이화여자대학교 독어독문과 부교수
1980.11-2007.2: 서울대학교 인문대학 독어독문과 교수.
2007.2-현재: 서울대학교 명예교수.
```

초빙학자:
```
독일 뮌헨 대학교(1987.6-8),
독일 하이델베르크 대학교(1990.6-8),
독일 베를린 훔볼트 대학교(1997.6-8, 1998.9-1999.6, 2004.6-8)
미국 캘리포니아 대학교 로스앤젤레스(UCLA) 1994.12-1995.2
```

## 저서
주요저서
- 독어학 개론 (공저). 한신문화사. 서울
- 현대독어학. 교육과학사. 서울
- 통합문법이론의 이해. 한국언어학회. 한신문화사. 서울
- 현대독일어. 서울대학교 출판부. 서울
- 어휘기능문법 (공저). 서울대학교 출판부. 서울
- Deutsch Uebungen I. 서울대학교 출판부. 서울
- Deutsch Uebungen II. 서울대학교 출판부. 서울
- 독일어의 구조와 의미 (편저) 역락출판사. 서울
- 독일어 형태론. 역락출판사. 서울
- 언어와 시간 (역서). 역락출판사. 서울
- 의존문법의 이론적 배경과 형식화. (이병찬외: 의존문법의 이론과 실제). 세기문화사. 서울
- 어휘사상이론. (장석진외: 현대언어학-지금은어디로). 한신문화사. 서울

주요논문
- Soo-Song Shin: On the event structures of –ung-nominals. Linguistics 39-2. An Interdisciplinary Jounal of the Language Sciences. http://www.degruyter.com/view/j/ling Mouton de Gruyter. Berlin/New York.
- Shin, Soo Song: On the long distance movements in German. Linguistische Berichte 115. Westdeutscher Verlag. Wiesbaden. Germany
- Shin, Soo Song: Zur leeren Kategorie des Deutschen. Zeitschrift der Sprachwissenschaft 7-1. Mouton de Gruyter. Berlin/New York
- Shin, Soo Song: Probleme der Nominalisierung auf –er. Linguistische Berichte 43. Vieweg. Braunschweig. Germany
- Shin, Soo-Song: Raumergänzungen der attribuierten Adjektive aus dem Partizip II. Language Research(語學硏究) Vol.41 No.1 Language Research Institute. 서울대학교; Das Institut für Deutsche Sprache in Mannheim의 Grammatische Bibliographie에 논문정보 수록
- Shin, Soo-Song/Hong, Mun-Pyo: Untersuchungen zur Deutschen Kausativkonstruktion im Rahmen der "Lexical Mapping Theory" Language research(語學硏究) Vol.30 No.3 Language Research Institute. 서울대학교; Das Institut für Deutsche Sprache in Mannheim의 Grammatische Bibliographie에 논문정보 수록
- Su-Rin Ryu/Soo-Song Shin: Thematic Structure and Argument Structure. Language research(語學硏究) Vol.31 No.3 Language Research Institute. 서울대학교
- Soo-Song Shin: On multiple subject constructions in Korean reconsidered. Language research(語學硏究) Vol.27 No.4 Language Research Institute. 서울대학교
- Soo Song Shin/U Pyong Hong: On German A.c.I.-Constructions. Linguistics in the Morning Calm 2. 한국언어학회 Linguistik, Portal für Sprachwissenschaft에 논문정보 수록
- Soo-Song Shin/Min-Haeng Lee: The Logical Form: A Theory and Its Application to German. Language research(語學硏究) Vol.21 No.4 Language Research Institute. 서울대학교
- Soo Song Shin: Some Remarks on the Formation of German Noun-Noun Compounds. Linguistics in the Morning Calm. 한국언어학회 Linguistik, Portal für Sprachwissenschaft에 논문정보 수록
- Shin, Soo Song: Untersuchungen der Semantischen Strukturen der dt. Inchoativen Verben. The Linguistic Journal of Korea Vol.7 No.2 한국언어학회